# Directory of Open Access Journals

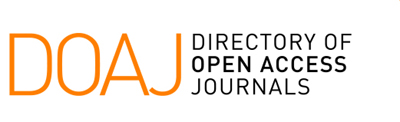
Logo van DOAJ

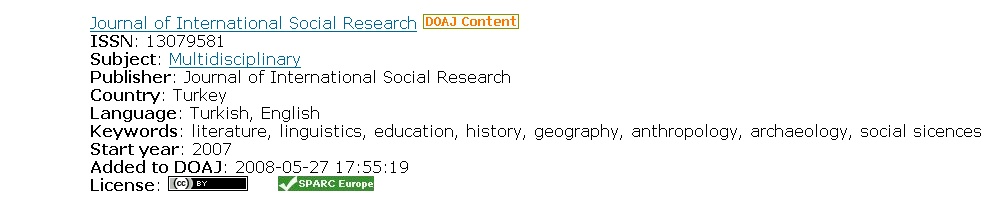
Tijdschriftbeschrijving bij DOAJ

De Directory of Open Access Journals (DOAJ) is een website die een overzicht geeft van open access tijdschriften en de artikelen daarin. De database achter deze website wordt onderhouden door Infrastructure Services voor Open Access (IS4OA). Tot januari 2013 werd de DOAJ onderhouden door de Universiteit van Lund. Het project definieert open access tijdschriften als wetenschappelijke tijdschriften die aan hoge kwaliteitseisen voldoen door het uitoefenen van peer review of redactionele kwaliteitscontrole en een financieringsmodel gebruiken dat lezers of hun instellingen niet op een financiële bijdrage vraagt voor de toegang tot de inhoud. De definitie van 'Open Access' die gebruikt wordt door het Budapest Open Access Initiative wordt gebruikt om de benodigde gebruikersrechten te definiëren voor het tijdschrift om te worden opgenomen in de DOAJ, waaronder het recht om de artikelen vrijelijk te lezen, downloaden, kopiëren, distribueren, printen, zoeken, of te linken naar de volledige tekst van deze artikelen. 
Met ingang van januari 2013 bevat de database 8536 tijdschriften. In 2012 werden dagelijks gemiddeld vier tijdschriften toegevoegd. Het doel van DOAJ is om "de zichtbaarheid en het gebruiksgemak van open access wetenschappelijke tijdschriften te vergroten, en het gebruik en de impact ervan te bevorderen".